# SNR G120.1+01.4
SNR G120.1+01.4, ou 3C 10 est un rémanent de supernova situé dans la constellation de Cassiopée. Il est issu de la supernova historique SN 1572 (dite supernova de Tycho). En 2008, c'était le quatrième rémanent le plus jeune parmi ceux identifiés dans notre Galaxie (les autres étant dans l'ordre SNR G1.9+0.3, Cassiopée A et 3C 358, issu de SN 1604), et l'un des plus étudiés à ce jour.

## Découverte
C'est Walter Baade qui dans les années 1940 effectue une compilation des observations anciennes d'événements astronomiques qui s'avèrent pouvoir être associées à une supernova. C'est à lui que l'on doit la première compilation des documents relatifs à la « nouvelle étoile » observée entre 1572 et 1574 par Tycho Brahe et certains de ses contemporains. Il peut alors en déduire la position approximative de l'étoile.
Le rémanent a d'abord été découvert dans le domaine radio en 1952, puis confirmé en 1957. Sa détection optique date de 1957, mais n'a été publiée qu'en 1959. Il a été détecté dans le domaine des rayons X en 1967.

## Caractéristiques physiques
Le rémanent a aujourd'hui une taille angulaire de 8 minutes d'arc, soit environ un quart de la pleine Lune. Il est de type coquille, sans objet détecté en son centre, ce qui en fait un rémanent probablement issu d'une supernova de type Ia. Sa densité de flux est de 56 Jy. Son indice spectral est de -0,61. Sa distance est longtemps restée sujette à controverse, allant de 1,7 à 5,1 kpc, mais est aujourd'hui établie à 2,5 kpc. Associée à sa taille angulaire, elle permet de déduire la taille physique du rémanent, de l'ordre de 5,6 pc. Étant donné l'âge du rémanent, cela lui confère une vitesse d'expansion moyenne de 6 300 km/s, en accord avec les quantités usuelles des rémanents de supernova. L'étude détaillée des filaments du rémanent atteste qu'il est en train de décélérer, comme attendu pour un rémanent de cet âge. Son paramètre d'expansion est estimé aux alentours de 0,45. Il est en train d'entrer dans la phase de décélération car la masse de milieu interstellaire emportée sur son passage par la masse éjectée par la supernova est significative par rapport à cette dernière (phase dite de Sedov-Taylor).